# Пол Лапејра
Пол Лапејра (фр. Paul Lapeira; 28. мај 2000) француски је професионални бициклиста који тренутно вози за UCI ворлд тур тим — Декатлон АГ2Р ла мондијал. Освојио је једном првенство Француске у друмској вожњи.

## Каријера
Каријеру је почео 2021. године као стажер у тиму АГ2Р, истовремено возећи за тим до 23 године и освојио је трку Пиколо Ломбардија, Ђиро ди Ломбардију за возаче до 23 године. Са тимом је потписао професионални уговор 2022. године, а 2023. је возио своју прву гранд тур трку — Ђиро д’Италију, гдје је на двије етапе носио плаву мајицу, за лидера брдске класификације.